# Зайон (Іллінойс)
Зайон (англ. Zion) — місто (англ. city) в США, в окрузі Лейк штату Іллінойс. Населення — 24 655 осіб (2020).

## Географія
Зайон розташований за координатами 42°27′36″ пн. ш. 87°51′4″ зх. д. / 42.46000° пн. ш. 87.85111° зх. д. (42.459909, -87.851121).  За даними Бюро перепису населення США в 2010 році місто мало площу 25,41 км², з яких 25,40 км² — суходіл та 0,01 км² — водойми.

## Демографія
Згідно з переписом 2010 року, у місті мешкало 24 413 осіб у 8034 домогосподарствах у складі 5823 родин. Густота населення становила 961 особа/км².  Було 9062 помешкання (357/км²).
Расовий склад населення:
| - 48,9 % — білих - 31,0 % — чорних або афроамериканців - 2,3 % — азіатів - 0,4 % — корінних американців - 0,1 % — вихідців з тихоокеанських островів - 12,3 % — осіб інших рас |

До двох чи більше рас належало 5,0 %. Частка іспаномовних становила 27,7 % від усіх жителів.
За віковим діапазоном населення розподілялося таким чином: 31,3 % — особи молодші 18 років, 60,0 % — особи у віці 18—64 років, 8,7 % — особи у віці 65 років та старші. Медіана віку мешканця становила 31,5 року. На 100 осіб жіночої статі у місті припадало 91,7 чоловіків;  на 100 жінок у віці від 18 років та старших — 87,5 чоловіків також старших 18 років.
Середній дохід на одне домашнє господарство  становив 55 896 доларів США (медіана — 46 313), а середній дохід на одну сім'ю — 64 750 доларів (медіана — 56 550). Медіана доходів становила 38 144 долари для чоловіків та 40 200 доларів для жінок. За межею бідності перебувало 19,2 % осіб, у тому числі 26,6 % дітей у віці до 18 років та 8,3 % осіб у віці 65 років та старших.
Цивільне працевлаштоване населення становило 9961 осіб. Основні галузі зайнятості: освіта, охорона здоров'я та соціальна допомога — 22,4 %, виробництво — 22,0 %, роздрібна торгівля — 10,7 %, мистецтво, розваги та відпочинок — 10,0 %.